# Chatan Bator
Chatan Bator, także Magsardżaw (ur. 1877 w Gurwan Chajłantaj, zm. 1927 w Ułan Bator) – mongolski arystokrata, wojskowy, wielokrotny minister wojny, działacz komunistyczny.

## Życiorys
Pochodził z rodziny arystokratycznej, został księciem w 25. roku życia. Był urzędnikiem w służbie rządu chińskiego w Kobdo. Po deklaracji niepodległości Mongolii w 1911 przez rząd Bogdo Gegena Magsardżaw włączył się do walki przeciwko chińskim okupantom w Mongolii Zachodniej (rejon Kobdo), gdzie utrzymywały się wojska i władze chińskie. Mianowany przez rząd Bogdo Gegena ministrem ajmaku w tej części kraju przystąpił do organizowania wojska. Był dowódcą jednego z oddziałów koalicji antychińskiej zorganizowanych przez Dża Lamę, która oswobodziła w 1912 Mongolię Zachodnią i przeprowadziła tam pogrom cywilnej ludności chińskiej, zabijając około 100 osób, a resztę, czyli 1 tys. zmuszając do opuszczenia Mongolii. Po uzyskaniu autonomii przez kraj, otrzymał honorowy tytuł „Bataar” (bohater) i został ministrem wojny w 1917. Przeprowadził w 1917 zwycięską kampanię nad rzeką Chalchyn gol przeciwko mongolskiemu księciu Babudżawie, dążącemu do autonomii od władz w Urdze. Po likwidacji autonomii Mongolii przez Chiny aresztowany przez władze chińskie w połowie 1920, w więzieniu spędził pół roku. W styczniu 1921 przyłączył się do antychińskiej armii białych Rosjan i Mongołów barona Ungerna, z ramienia którego na krótko został ministrem wojny w jego rządzie, a potem dowodził siłami w Mongolii Zachodniej. Po klęsce Ungerna przeszedł na stronę mongolskich rewolucjonistów z grupy Suche Batora, zrzekł się tytułu książęcego, od tej pory był jednym z najwierniejszych zwolenników ortodoksyjnej linii partii. Został dowódcą mongolskich wojsk bolszewickich pomagających Armii Czerwonej w rozbiciu Białych i mongolskich przeciwników rewolucji w Mongolii Zachodniej. W 1924 mianowany, na miejsce straconego Dandzana, ministrem wojny.